# Campeonato Nacional de Rodeo de 1949
El Campeonato Nacional de Rodeo de 1949 se disputó en la ciudad de Rancagua y fue el 1.º Campeonato Nacional. La gran final fue ganada por Ernesto Santos y José Gutiérrez montando a "Vanidosa" y "Bototo" de la Asociación Temuco.

## Desarrollo
La Asociación de Criadores de Caballos cogiendo la solicitud formulada por los comités organizadores de rodeo del centro del país, acordó por unanimidad realizar año a año, a contar de 1949, lo que se llamaría el «Champion de los Champions de Chile», y que se llevaría a cabo por primera vez en Rancagua coincidiendo con el rodeo de otoño de esa ciudad. El día 1º del mes de sería la exposición de caballos, y el 2, 3 y 4 de abril el rodeo de Rancagua, finalizando en la tarde del día lunes 4, con el «Champion de los Champions de Chile». Se publicaron avisos en los diarios, ofreciendo un premio de $20.000 a los ganadores del rodeo de Rancagua y de $50.000 a los ganadores de los Champions de Chile, exigiendo como único requisito haber obtenido un primer, segundo o tercer lugar en un champion de un rodeo oficial de la temporada 1948-1949, debiendo los corredores ser inscritos por las correspondientes comisiones organizadoras de los rodeos oficiales. Ya en la primera semana de marzo de 1949, se habían inscrito más de 50 colleras ganadoras de distintos rodeos en el país.
La cancha de fútbol (donde se encuentra actualmente la medialuna) se hizo estrecha como estacionamiento de vehículos y varios de los setecientos caballos que llegaron a ese primer Champion de Chile tuvieron que acomodarse en pesebreras de agricultores amigos en los alrededores de la ciudad. Con la recaudación del primer campeonato nacional en Rancagua se pudo financiar el primer anuario de la Federación, en esos tiempos Asociación de Criadores de Caballares.
Ernesto Santos no tenía collera para participar y a última hora le pide a su amigo José Gutiérrez que corran juntos en "Chunga" y "Bototo". Una vez inscritos Julio Santos se niega a facilitar a "Chunga" y finalmente es reemplazada por "Vanidosa", le aviaron al secretario del jurado el cambio de la collera, pero este en el apuro no tomó nota, y como en ese entonces solamente se nombraba al dueño del Criadero o del Corral, o, en el mejor de los casos, a los jinetes, nadie se percata del error registrado en la planilla. Es por esa razón que todavía existen registros que los primeros caballos campeones de Chile fueron "Chunga" y "Bototo".

## Resultados

### Serie de campeones
| Champion 1949 | Champion 1949                          | Champion 1949             | Champion 1949 |
| ------------- | -------------------------------------- | ------------------------- | ------------- |
| Lugar         | Jinetes                                | Caballos                  | Puntaje       |
| 1º            | Ernesto Santos y José Gutiérrez        | "Vanidosa" y "Bototo"     | 15            |
| 2º            | Tito Santos y Julio Santos             | "Clarín" y "Ajiaco"       | 12            |
| 3º            | René Urzúa y Nano Ramírez              | "Buena Chica" y "Pelagia" | 12            |
| 4º            | Pedro Juan Espinoza y Ricardo Espinoza | "Timarca" y "Combinación" | 11            |
| 5º            | Alberto Marmolejo                      | "Parlero" y "Huaso"       | 10            |

## Jinetes
Los siguientes son los jinetes que disputaron el primer campeonato nacional.
- Estanislao Anguita
- Alberto Araya
- Héctor Acevedo
- Armando Araneda
- Guillermo Aguirre
- Pedro Bartolomé
- Antonio Bartolomé
- Galo Bustos
- Luis Besa
- Rudecindo Bustos
- Arturo Costabal
- Enrique Carrasco
- Ernesto Cuevas
- Gustavo Carrasco
- Javier Correa
- Pedro Cuevas
- Ramón Carrasco
- Vicente Caro
- Armando Correa
- Cupertino Cubillos
- Manuel Castillo
- Alberto Castillo
- Ricardo De La Fuente
- Raúl de Ramón
- Eduardo de Ramón
- Gustavo Donoso
- Pedro Espinoza
- Ricardo Espinoza
- Patricio Espinoza
- Pedro Etchepare
- Alberto Echenique
- Luis Finlay
- Tato Fariña
- Agenor González
- Gustavo Rey Gamonal
- José Gutiérrez
- Manuel Gajardo
- Max Huidobro
- Pedro Ibarra
- Fernando Hurtado
- Ricardo Letelier
- Alfredo Luna
- Juan Osorio
- Máximo Larraín
- Eduardo Larraín
- Adolfo Luco
- Andrés Lamoliatte
- Carlos Labarca
- Marcial Marambo
- Francisco Moraga
- Carlos Molina
- Santiago Molina
- Edmundo Moller
- Alberto Marmolejo
- Belarmino Ormeño
- Roberto Palacios
- Pedro Emilio Pérez
- Ramón Pavez
- Baltazar Puig
- Humberto Pinochet
- Ernesto Quiroga
- Carlos Quintana
- Roberto Ramírez
- Gustavo Rivera
- Alejo Rubio
- Enrique Ruiz-Tagle
- Mauricio Silva
- Tito Santos
- Julio Santos
- Ernesto Santos
- José Tagle
- Hernando Trivelli
- René Urzúa
- Juan Luis Urrutia
- Eduardo Varela
- Carlos Villagra
- José Yauriela.